# Сжиженные углеводородные газы
Сжи́женные углеводоро́дные га́зы (СУГ), или сжи́женный нефтяно́й газ (СНГ; англ. Liquefied petroleum gas (LPG)) — смесь сжиженных под давлением лёгких углеводородов с температурой кипения от −50 до 0 °C. Предназначены для применения в качестве топлива, а также используются в качестве сырья для органического синтеза. Состав может существенно различаться; основные компоненты — пропан, изобутан и н-бутан. Производятся в процессе ректификации широкой фракции лёгких углеводородов (ШФЛУ).

## Классификация
В зависимости от компонентного состава СУГ подразделяются на следующие марки:
| Марка | Наименование               | Код ОКП (общероссийский классификатор продукции) |
| ----- | -------------------------- | ------------------------------------------------ |
| ПТ    | Пропан технический         | 02 7236 0101                                     |
| ПА    | Пропан автомобильный       | 02 7239 0501                                     |
| ПБА   | Пропан-бутан автомобильный | 02 7239 0502                                     |
| ПБТ   | Пропан-бутан технический   | 02 7236 0102                                     |
| БТ    | Бутан технический          | 02 7236 0103                                     |

## Свойства

### Параметры торговых марок
| Наименование показателя                            | Пропан технический             | Пропан автомобильный           | Пропан-бутан автомобильный    | Пропан-бутан технический | Бутан технический      |
| -------------------------------------------------- | ------------------------------ | ------------------------------ | ----------------------------- | ------------------------ | ---------------------- |
| 1. Массовая доля компонентов                       |                                |                                |                               |                          |                        |
| Сумма метана, этана и этилена                      | Не нормируется                 | Не нормируется                 | Не нормируется                | Не нормируется           | Не нормируется         |
| Сумма пропана и пропилена                          | не менее 75 % масс.            | Не нормируется                 | Не нормируется                | Не нормируется           | Не нормируется         |
| в том числе пропана                                | не нормируется                 | не менее 85±10 % масс.         | не менее 50±10 % масс.        | не нормируется           | не нормируется         |
| Сумма бутанов и бутиленов                          | не нормируется                 | не нормируется                 | не нормируется                | не более 60 % масс.      | не менее 60 % масс.    |
| Сумма непредельных углеводородов                   | не нормируется                 | не более 6 % масс.             | не более 6 % масс.            | не нормируется           | не нормируется         |
| 2. Доля жидкого остатка при 20 °C                  | не более 0,7 % об.             | не более 0,7 % об.             | не более 1,6 % об.            | не более 1,6 % об.       | не более 1,8 % об.     |
| 3. Давление насыщенных паров                       | не менее 0,16 МПа (при −20 °C) | не менее 0,07 МПа (при −30 °C) | не более 1,6 МПа (при +45 °C) | не нормируется           | не нормируется         |
| 4. Массовая доля сероводорода и меркаптановой серы | не более 0,013 % масс.         | не более 0,01 % масс.          | не более 0,01 % масс.         | не более 0,013 % масс.   | не более 0,013 % масс. |
| в том числе сероводорода                           | не более 0,003 % масс.         | не более 0,003 % масс.         | не более 0,003 % масс.        | не более 0,003 % масс.   | не более 0,003 % масс. |
| 5. Содержание свободной воды                       | отсутствие                     | отсутствие                     | отсутствие                    | отсутствие               | отсутствие             |
| 6. Интенсивность запаха, баллы                     | не менее 3                     | не менее 3                     | не менее 3                    | не менее 3               | не менее 3             |

Сжиженные углеводородные газы пожаро- и взрывоопасны, малотоксичны, имеют специфический характерный запах углеводородов, по степени воздействия на организм относятся к веществам 4-го класса опасности. Предельно допустимая концентрация СУГ в воздухе рабочей зоны (в пересчёте на углерод) предельных углеводородов (пропан, бутан) — 300 мг/м³, непредельных углеводородов (пропилен, бутилен) — 100 мг/м³.
СУГ образуют с воздухом взрывоопасные смеси при концентрации паров пропана от 2,3 до 9,5 %, нормального бутана от 1,8 до 9,1 % (по объёму), при давлении 0,1 МПа и температуре 15 — 20 °C. Температура самовоспламенения пропана в воздухе составляет 470 °C, нормального бутана — 405 °C.

### Физические характеристики
| Показатель                                                     | Метан   | Этан    | Этилен  | Пропан  | Пропилен | н-Бутан | Изобутан | н-Бутилен | Изобутилен | н-Пентан |
| -------------------------------------------------------------- | ------- | ------- | ------- | ------- | -------- | ------- | -------- | --------- | ---------- | -------- |
| Химическая формула                                             | СН4     | С2Н6    | С2Н4    | С3Н8    | С3Н6     | С4Н10   | С4Н10    | С4Н8      | С4Н8       | С5Н12    |
| Молекулярная масса, кг/кмоль                                   | 16,043  | 30,068  | 28,054  | 44,097  | 42,081   | 58,124  | 58,124   | 56,108    | 56,104     | 72,146   |
| Молекулярный объём, м³/кмоль                                   | 22,38   | 22,174  | 22,263  | 21,997  | 21,974   | 21,50   | 21,743   | 22,442    | 22,442     | 20,87    |
| Плотность газовой фазы, кг/м³, при 0 °C                        | 0,7168  | 1,356   | 1,260   | 2,0037  | 1,9149   | 2,7023  | 2,685    | 2,55      | 2,5022     | 3,457    |
| Плотность газовой фазы, кг/м³, при 20°                         | 0,668   | 1,263   | 1,174   | 1,872   | 1,784    | 2,519   | 2,486    | 2,329     | 2,329      | 3,221    |
| Плотность жидкой фазы, кг/м³, при 0°                           | 416     | 546     | 566     | 528     | 609      | 601     | 582      | 646       | 646        | 645,5    |
| Температура кипения, при 101,3 кПа                             | −161    | −88,6   | −104    | −42,1   | −47,7    | −0,50   | −11,73   | −6,90     | 3,72       | 36,07    |
| Низшая теплота сгорания, МДж/м³                                | 35,76   | 63,65   | 59,53   | 91,14   | 86,49    | 118,53  | 118,23   | 113,83    | 113,83     | 146,18   |
| Высшая теплота сгорания, МДж/м³                                | 40,16   | 69,69   | 63,04   | 99,17   | 91,95    | 128,5   | 128,28   | 121,4     | 121,4      | 158      |
| Температура воспламенения, °C                                  | 545-800 | 530-694 | 510-543 | 504-588 | 455-550  | 430-569 | 490-570  | 440-500   | 400-440    | 284-510  |
| Октановое число                                                | 110     | 125     | 100     | 125     | 115      | 91,20   | 99,35    | 80,30     | 87,50      | 64,45    |
| Теоретически необходимое количество воздуха для горения, м³/м³ | 9,52    | 16,66   | 14,28   | 23,8    | 22,42    | 30,94   | 30,94    | 28,56     | 28,56      | 38,08    |

### Критические параметры газов
Газы могут быть превращены в жидкое состояние при сжатии, если температура при этом не превышает определённого значения, характерного для каждого однородного газа. Температура, свыше которой данный газ не может быть сжижен никаким повышением давления, называется критической температурой. Давление, необходимое для сжижения газа при этой критической температуре, называется критическим давлением.
| Показатель                  | Метан | Этан | Этилен | Пропан | Пропилен | н-Бутан | Изобутан | н-Бутилен | Изобутилен | н-Пентан |
| --------------------------- | ----- | ---- | ------ | ------ | -------- | ------- | -------- | --------- | ---------- | -------- |
| Критическая температура, °C | −82,5 | 32,3 | 9,9    | 96,84  | 91,94    | 152,01  | 134,98   | 144,4     | 155        | 196,6    |
| Критическое давление, МПа   | 4,58  | 4,82 | 5,033  | 4,21   | 4,54     | 3,747   | 3,6      | 3,945     | 4,10       | 3,331    |

### Упругость насыщенных паров
Упругостью насыщенных паров сжиженных газов называется давление, при котором жидкость находится в равновесном состоянии со своей газовой фазой. При таком состоянии двухфазной системы не происходит ни конденсации паров, ни испарения жидкости. Каждому компоненту СУГ при определённой температуре соответствует определённая упругость насыщенных паров, возрастающая с ростом температуры. Давление в таблице указано в МПа.
| Температура, °C | Этан  | Пропан | Изобутан | н-Бутан | н-Пентан | Этилен | Пропилен | н-Бутилен | Изобутилен |
| --------------- | ----- | ------ | -------- | ------- | -------- | ------ | -------- | --------- | ---------- |
| −50             | 0,553 | 0,07   |          |         |          | 1,047  | 0,100    | 0,070     | 0,073      |
| −45             | 0,655 | 0,088  |          |         |          | 1,228  | 0,123    | 0,086     | 0,089      |
| −40             | 0,771 | 0,109  |          |         |          | 1,432  | 0,150    | 0,105     | 0,108      |
| −35             | 0,902 | 0,134  |          |         |          | 1,660  | 0,181    | 0,127     | 0,130      |
| −30             | 1,050 | 0,164  |          |         |          | 1,912  | 0,216    | 0,152     | 0,155      |
| −25             | 1,215 | 0,197  |          |         |          | 2,192  | 0,259    | 0,182     | 0,184      |
| −20             | 1,400 | 0,236  |          |         |          | 2,498  | 0,308    | 0,215     | 0,217      |
| −15             | 1,604 | 0,285  | 0,088    | 0,056   |          | 2,833  | 0,362    | 0,252     | 0,255      |
| −10             | 1,831 | 0,338  | 0,107    | 0,068   |          | 3,199  | 0,423    | 0,295     | 0,297      |
| −5              | 2,081 | 0,399  | 0,128    | 0,084   |          | 3,596  | 0,497    | 0,343     | 0,345      |
| 0               | 2,355 | 0,466  | 0,153    | 0,102   | 0,024    | 4,025  | 0,575    | 0,396     | 0,399      |
| +5              | 2,555 | 0,543  | 0,182    | 0,123   | 0,030    | 4,488  | 0,665    | 0,456     | 0,458      |
| +10             | 2,982 | 0,629  | 0,215    | 0,146   | 0,037    | 5,000  | 0,764    | 0,522     | 0,524      |
| +15             | 3,336 | 0,725  | 0,252    | 0,174   | 0,046    |        | 0,874    | 0,594     | 0,598      |
| +20             | 3,721 | 0,833  | 0,294    | 0,205   | 0,058    |        | 1,020    | 0,688     | 0,613      |
| +25             | 4,137 | 0,951  | 0,341    | 0,240   | 0,067    |        | 1,132    | 0,694     | 0,678      |
| +30             | 4,460 | 1,080  | 0,394    | 0,280   | 0,081    |        | 1,280    | 0,856     | 0,864      |
| +35             | 4,889 | 1,226  | 0,452    | 0,324   | 0,096    |        | 1,444    | 0,960     | 0,969      |
| +40             |       | 1,382  | 0,513    | 0,374   | 0,114    |        | 1,623    | 1,072     | 1,084      |
| +45             |       | 1,552  | 0,590    | 0,429   | 0,134    |        | 1,817    | 1,193     | 1,206      |
| +50             |       | 1,740  | 0,670    | 0,490   | 0,157    |        | 2,028    | 1,323     | 1,344      |
| +55             |       | 1,943  | 0,759    | 0,557   | 0,183    |        | 2,257    | 1,464     | 1,489      |
| +60             |       | 2,162  | 0,853    | 0,631   | 0,212    |        | 2,505    | 1,588     | 1,645      |

### Зависимость плотности от температуры
Плотность жидкой и газовой фаз СУГ существенно зависит от температуры. Так, плотность жидкой фазы с ростом температуры падает, и наоборот, плотность паровой фазы — растет.
Необходимо отметить, что при изменении условий хранения (температура, давление) компонентный состав фаз СУГ также изменяется, что важно учитывать для некоторых приложений.
В таблице ниже приведены удельные объём и плотность жидкой и равновесной с ней паровой фазы для основных компонентов СУГ.
| Температура,°C | Пропан         | Пропан         | Пропан         | Пропан     | Изобутан       | Изобутан       | Изобутан       | Изобутан   | н-Бутан        | н-Бутан        | н-Бутан        | н-Бутан    |
| Температура,°C | Удельный объём | Удельный объём | Плотность      | Плотность  | Удельный объём | Удельный объём | Плотность      | Плотность  | Удельный объём | Удельный объём | Плотность      | Плотность  |
| Температура,°C | Жидкость, л/кг | Пар, м³/кг     | Жидкость, кг/л | Пар, кг/м³ | Жидкость, л/кг | Пар, м³/кг     | Жидкость, кг/л | Пар, кг/м³ | Жидкость, л/кг | Пар, м³/кг     | Жидкость, кг/л | Пар, кг/м³ |
| -------------- | -------------- | -------------- | -------------- | ---------- | -------------- | -------------- | -------------- | ---------- | -------------- | -------------- | -------------- | ---------- |
| −60            | 1,650          | 0,901          | 0,606          | 1,11       |                |                |                |            |                |                |                |            |
| −55            | 1,672          | 0,735          | 0,598          | 1,36       |                |                |                |            |                |                |                |            |
| −50            | 1,686          | 0,552          | 0,593          | 1,810      |                |                |                |            |                |                |                |            |
| −45            | 1,704          | 0,483          | 0,587          | 2,07       |                |                |                |            |                |                |                |            |
| −40            | 1,721          | 0,383          | 0,581          | 2,610      |                |                |                |            |                |                |                |            |
| −35            | 1,739          | 0,308          | 0,575          | 3,250      |                |                |                |            |                |                |                |            |
| −30            | 1,770          | 0,258          | 0,565          | 3,870      | 1,616          | 0,671          | 0,619          | 1,490      |                |                |                |            |
| −25            | 1,789          | 0,216          | 0,559          | 4,620      | 1,639          | 0,606          | 0,610          | 1,650      |                |                |                |            |
| −20            | 1,808          | 0,1825         | 0,553          | 5,480      | 1,650          | 0,510          | 0,606          | 1,960      |                |                |                |            |
| −15            | 1,825          | 0,156          | 0,548          | 6,400      | 1,667          | 0,400          | 0,600          | 2,500      | 1,626          | 0,624          | 0,615          | 1,602      |
| −10            | 1,845          | 0,132          | 0,542          | 7,570      | 1,684          | 0,329          | 0,594          | 3,040      | 1,635          | 0,514          | 0,612          | 1,947      |
| −5             | 1,869          | 0,110          | 0,535          | 9,050      | 1,701          | 0,279          | 0,588          | 3,590      | 1,653          | 0,476          | 0,605          | 2,100      |
| 0              | 1,894          | 0,097          | 0,528          | 10,340     | 1,718          | 0,232          | 0,582          | 4,310      | 1,664          | 0,355          | 0,601          | 2,820      |
| 5              | 1.919          | 0.084          | 0.521          | 11.900     | 1.742          | 0.197          | 0.574          | 5.070      | 1.678          | 0.299          | 0.596          | 3.350      |
| 10             | 1,946          | 0,074          | 0,514          | 13,600     | 1,756          | 0,169          | 0,5694         | 5,920      | 1,694          | 0,254          | 0,5902         | 3,94       |
| 15             | 1,972          | 0,064          | 0,507          | 15,51      | 1,770          | 0,144          | 0,565          | 6,950      | 1,715          | 0,215          | 0,583          | 4,650      |
| 20             | 2,004          | 0,056          | 0,499          | 17,740     | 1,794          | 0,126          | 0,5573         | 7,940      | 1,727          | 0,186          | 0,5709         | 5,390      |
| 25             | 2,041          | 0,0496         | 0,490          | 20,150     | 1,815          | 0,109          | 0,5511         | 9,210      | 1,745          | 0,162          | 0,5732         | 6,180      |
| 30             | 2,070          | 0,0439         | 0,483          | 22,800     | 1,836          | 0,087          | 0,5448         | 11,50      | 1,763          | 0,139          | 0,5673         | 7,190      |
| 35             | 2,110          | 0,0395         | 0,474          | 25,30      | 1,852          | 0,077          | 0,540          | 13,00      | 1,779          | 0,122          | 0,562          | 8,170      |
| 40             | 2,155          | 0,035          | 0,464          | 28,60      | 1,873          | 0,068          | 0,534          | 14,700     | 1,801          | 0,107          | 0,5552         | 9,334      |
| 45             | 2,217          | 0,029          | 0,451          | 34,50      | 1,898          | 0,060          | 0,527          | 16,800     | 1,821          | 0,0946         | 0,549          | 10,571     |
| 50             | 2,242          | 0,027          | 0,446          | 36,800     | 1,9298         | 0,053          | 0,5182         | 18,940     | 1,843          | 0,0826         | 0,5426         | 12,10      |
| 55             | 2.288          | 0.0249         | 0.437          | 40.220     | 1.949          | 0.049          | 0.513          | 20.560     | 1.866          | 0.0808         | 0.536          | 12.380     |
| 60             | 2,304          | 0,0224         | 0,434          | 44,60      | 1,980          | 0,041          | 0,505          | 24,200     | 1,880          | 0,0643         | 0,532          | 15,400     |

## Транспорт
От заводов производителей к потребителям сжиженные углеводородные газы доставляются в сосудах под давлением или в изотермических (то есть сохраняющих одинаковую температуру) ёмкостях, а также по трубопроводам. Доставка — сложный организационно-хозяйственный и технологический процесс, включающий транспортирование сжиженных газов на дальние расстояния, обработку газов на железнодорожных и морских терминалах, на кустовых базах и газонаполнительных станциях, транспортирование их на ближайшие расстояния для непосредственной доставки газа потребителям.

### Железнодорожный транспорт
Для транспортировки сжиженных углеводородных газов по сети железных дорог используют железнодорожные вагон-цистерны специальной конструкции. Цистерна представляет собой сварной цилиндрический резервуар с эллиптическими днищами, расположенный на железнодорожных тележках. Крепление резервуара к раме осуществляется стяжными болтами.
| Модель                                   | 15-1200                       | 15-1200-02                    | 15-1228                       | 15-1209                       | 15-1229                       |
| ---------------------------------------- | ----------------------------- | ----------------------------- | ----------------------------- | ----------------------------- | ----------------------------- |
| Грузоподъёмность, т                      | 31                            | 40,8                          | 56,1                          | 51                            | 53,5                          |
| Масса тары, т                            | 36 ± 3 %                      | 37,6 ± 3 %                    | 36,4…37,9 ± 3 %               | 36,7 ± 3 %                    | 40                            |
| Объём кузова (котла), м³ (полный)        | 55,7                          | 73,9                          | 110                           | 83,83                         | 96,68                         |
| Нагрузка от колесной пары на рельсы, кН  | 170                           | 194,8                         | 200                           | 217,78                        | 230,3                         |
| на один погонный метр, кН/м              | 56,6                          | 64,8                          | 70                            | 72,5                          | 76,6                          |
| Скорость конструкционная, км/ч           | 120                           | 120                           | 120                           | 120                           | 120                           |
| Габарит по ГОСТ 9238-83                  | 02-BM                         | 1-T                           | 1-T                           | 1-T                           | 1-T                           |
| Длина, м                                 |                               |                               |                               |                               |                               |
| по осям автосцепок                       | 12,02                         | 12,02                         | 15,28                         | 12,02                         | 15,28                         |
| по концевым балкам рамы                  | 10,8                          | 10,8                          | 14,06                         | 10,8                          | 14,06                         |
| Ширина максимальная, м                   | 3,056                         | 3,056                         |                               | 3,282                         | 3,198                         |
| Модель тележки                           | 18-100                        | 18-100                        | 18-100                        | 18-100                        | 18-100                        |
| Диаметр котла внутренний, мм             | 2600                          | 3000                          |                               | 3200                          | 3000                          |
| Давление в котле, МПа                    |                               |                               |                               |                               |                               |
| избыточное                               | 2,0                           | 2,0                           |                               | 1,65                          | 1,8                           |
| создаваемое при гидравлическом испытании | 3,0                           | 3,0                           |                               | 2,5                           | 2,5                           |
| Основной материал                        | Сталь 09Г2С — 13 ГОСТ 5520-79 | Сталь 09Г2С — 13 ГОСТ 5520-79 | Сталь 09Г2С — 13 ГОСТ 5520-79 | Сталь 09Г2С — 13 ГОСТ 5520-79 | Сталь 09Г2С — 13 ГОСТ 5520-79 |
| Ширина колеи, мм                         | 1520 (1435)                   | 1520                          |                               | 1520                          | 1520                          |
| Срок службы, лет                         | 40                            | 40                            | 40                            | 40                            | 40                            |

### Автомобильный транспорт
В России на сравнительно небольшие расстояния (до 300 км) сжиженные углеводородные газы перевозят в автоцистернах. Автомобильная цистерна представляет собой горизонтальный цилиндрический сосуд, в заднее днище которого вварен люк с приборами. Автоцистерны по конструкции и назначению подразделяются на транспортные и раздаточные. Транспортные цистерны служат для перевозки относительно больших количеств сжиженного газа с заводов-поставщиков до кустовых баз и газонаполнительных станций, от КБ и ГНС до крупных потребителей и групповых установок со сливом газа в резервуары. Раздаточные автоцистерны предназначены для доставки сжиженного углеводородного газа потребителю с розливом в баллоны и снабжены полным комплектом оборудования (насос, раздаточная рамка) для розлива. При необходимости раздаточные автоцистерны могут использоваться как транспортные.
Наружную поверхность всех автоцистерн окрашивают алюминиевой краской. С обеих сторон защитного кожуха цистерны по средней его линии на всю длину наносятся отличительные полосы красного цвета шириной 200 мм. Над отличительными полосами и по окружности фланца чёрным цветом делаются надписи «Пропан» (или другой сжиженный газ) и «Огнеопасно».
На металлической табличке, прикрепляемой к автоцистерне, выбиваются следующие клейма: завод-изготовитель; номер цистерны по списку завода, год изготовления и дата освидетельствования, общая масса цистерны в тоннах, вместимость цистерны в м³, рабочее и пробное давление в МПа; клеймо ОТК завода.
| Показатель                                                            | Марка автоцистерны-полуприцепа | Марка автоцистерны-полуприцепа | Марка автоцистерны-полуприцепа | Марка автоцистерны-полуприцепа | Марка автоцистерны-полуприцепа |
| Показатель                                                            | ППЦТ-12                        | ППЦТ-15                        | ППЦТ-20                        | ППЦТ-31                        | ППЦТ-45                        |
| Давление, МПа, не более                                               | Давление, МПа, не более        | Давление, МПа, не более        | Давление, МПа, не более        | Давление, МПа, не более        | Давление, МПа, не более        |
| --------------------------------------------------------------------- | ------------------------------ | ------------------------------ | ------------------------------ | ------------------------------ | ------------------------------ |
| Рабочее                                                               | 1,6                            | 1,6                            | 1,6                            | 1,6                            | 1,6                            |
| Расчетное                                                             | 1,8                            | 1,8                            | 1,8                            | 1,8                            | 1,8                            |
| Пробное                                                               | 2,3                            | 2,3                            | 2,3                            | 2,3                            | 2,3                            |
| Вместимость геометрическая сосуда, м³                                 | 12,45                          | 14,5 ± 0,1                     | 19,72 ± 0,1                    | 31,2 ± 0,1                     | 45,75                          |
| Вместимость полезная резевуара, м³ (при коэффициенте наполнения 0,85) | 10,58                          | 12,32                          | 16,76 ± 0,1                    | 26,5 ± 0,1                     | 38,89                          |
| Масса транспортируемого газа, кг, не более                            | 6080                           | 7076                           | 9620                           | 15 237                         | 21 000                         |
| Тип тележки                                                           |                                |                                | ТПК-16, САТ-109                | ТПК-16-0001100                 | ТПА-301                        |
| Полная масса полуприцепа, кг, не более                                | 13 080                         | 13 600                         | 19 780, 20 160                 | 26 762                         | 35 000                         |
| Распределение полной массы полуприцеп-цистерны по осям, кг, не более  |                                |                                |                                |                                |                                |
| На седельное сцепное устройство                                       | 5880                           | 6440                           | 7980, 8100                     | 11 027                         | 11 000                         |
| На ось колес                                                          | 7200                           | 7200                           |                                | 15735                          | 24000                          |
| На переднюю ось, кг, не более                                         |                                |                                | 5910, 6030                     |                                |                                |
| На заднюю ось, кг, не более                                           |                                |                                | 5910, 6030                     |                                |                                |
| Колея колес, мм                                                       | 1850                           | 1850                           | 1850                           | 1850                           | 1850                           |
| Количество осей / колес полуприцепа-цистерны                          | 1/4                            | 1/4                            | 2/8                            | 2/8                            | 3/6                            |
| База, мм                                                              | 4765                           | 5300                           | 5365+1320, 5365+1370           | 5490+1320                      | 4330+1320+1320                 |
| Производительност насоса, л/мин.                                      | 90                             | до 90                          |                                |                                |                                |
| Габаритные размеры, мм, не более                                      |                                |                                |                                |                                |                                |
| Длина                                                                 | 8350                           | 7890                           | 10 420                         | 10 435                         | 11 500                         |
| Ширина                                                                | 2500                           | 2500                           | 2430                           | 2430                           | 2490                           |
| Высота                                                                | 3150                           | 3190                           | 3190                           | 3535                           | 3650                           |
| Мощность электродвигателя, кВт                                        |                                | 2                              | 2                              | 2                              | 5                              |
| Напряжение питанияэлектродвигателя насоса, В                          |                                | 380                            | 380                            | 380                            | 380                            |
| Производительность насоса, л/мин.                                     |                                | 90                             | 90                             | 90                             | 220                            |

Также автомобильный транспорт используется для перевозки сжиженных углеводородных газов в баллонах. Баллоны имеют два типа-размера 50 и 27 литров.
| Марка баллоновоза        | АТБ-1-51 | ЛС     | ЛИ      |
| ------------------------ | -------- | ------ | ------- |
| Грузоподъёмность, т.     | 2,5      | 5,2    |         |
| База автомобиля          | ГАЗ-51   | ГАЗ-53 | МАЗ-504 |
| Число баллонов:          |          |        |         |
| вместимостью 50 л        | 32       |        | 112     |
| вместимостью 27 л        |          | 132    |         |
| Масса газа в баллонах, т | 0,7      | 1,45   | 3       |

### Перевозка сжиженных углеводородных газов танкерами
В 2006 году в мире насчитывалось 934 танкера-газовоза с суммарной вместимостью 8650 тыс. м³.
Современный танкер-газовоз представляет собой огромное судно, по размеру сравнимое с нефтяным супертанкером. В среднем грузовместимость газовозов в зависимости от вида газа и способа его сжижения составляет 100—200 тыс. м³.
Скорость газовозов варьируется от 9 до 20 узлов (16,7-37 км в час). В качестве двигателей чаще всего используются дизели. Средняя стоимость газовоза составляет 160—180 млн долл. США, что примерно в пять раз превышает затраты на постройку аналогичного по водоизмещению нефтяного танкера.
По архитектурно-конструктивному типу газовозы представляют собой суда с кормовым расположением машинного отделения и надстройки, двойным дном (в последнее время строятся исключительно газовозы с двойными бортами) и цистернами балласта.
Для перевозки сжиженных углеводородных газов, применяют вкладные грузовые танки с расчетным давлением в среднем не более 2 МПа. Они размещаются как на палубе, так и в трюмах на специальных фундаментах. В качестве материала для танков обычно выступает углеродистая сталь.
Существует три типа судов для транспорта сжиженных углеводородных газов.
- Танкеры с резервуарами под давлением. Резервуары этих танкеров рассчитываются на максимальную упругость паров продукта при +45 °C, что составляет около 18 кгс/см². Вес грузовых резервуаров таких танкеров значительно превышает вес аналогичных устройств при других способах перевозки сжиженных газов, что соответственно увеличивает габаритные размеры и стоимость судна. Танкеры грузовместимостью резервуаров до 4000 м³, производительностью налива 30-200 т/ч применяются при сравнительно небольших грузопотоках и отсутствии специального оборудования на береговых базах и танкерах
- Танкеры с теплоизолированными резервуарами под пониженным давлением — полуизотермические (полуохлажденные). Сжиженный газ транспортируется при промежуточном охлаждении (от −5 до +5 °C) и пониженном давлении (3–6 кгс/см²). Такие танкеры характеризуются универсальностью с береговых баз сжиженного газа при различных температурных параметрах. В связи с уменьшением массы грузовых резервуаров уменьшаются рамер танкера и повышается эффективность использования объёма резервуаров. Вместимость резервуаров 2000-15000 м³. Производительность налива-слива 100—420 т/ч. Применяются эти танкеры при значительных грузооборотах и при наличии соответствующего оборудования на береговых базах и танкерах.
- Танкеры с теплоизолированными резервуарами под давлением, близким к атмосферному, — изотермические (низкотемпературные). В изотермических танкерах сжиженные газы транспортируются при давлении, близком к атмосферному, и низкой отрицательной температуре (−40 °C для пропана). Данный тип танкеров является наиболее совершенным, они позволяют увеличить производительность слива-налива и соответственно пропускную способность береговых баз и оборачиваемость флота. Вместимость резервуаров более 10 000 м³. Производительность налива 500—1000 т/ч и более. Характеризуются большими размерами и применяются при значительных грузооборотах.

| № п/п | Вместимость, м³             | Высокого давления | Полуохлажденные | Низкотемпературные | ВСЕГО |
| ----- | --------------------------- | ----------------- | --------------- | ------------------ | ----- |
| 1     | до 1000                     | 26                |                 |                    | 26    |
| 2     | 1000 — 10 000               | 405               | 240             | 19                 | 664   |
| 3     | 10 000 — 20 000             | 2                 | 56              | 14                 | 72    |
| 4     | 20 000 — 60 000             |                   | 5               | 72                 | 77    |
| 5     | свыше 60 000                |                   |                 | 95                 | 95    |
| 6     | Всего                       | 433               | 301             | 200                | 934   |
| 7     | Минимальная темп., °С       | 0                 | −50             | −50…−104           |       |
| 8     | Максимальное давление, атм. | 18                | 4-6             | 0,3                |       |

| Танкер                    | Вместимость м³ (т) | Резервуары | Резервуары                        | Резервуары        | Резервуары              | Технологическая характеристика | Технологическая характеристика | Технологическая характеристика | Двигатель                            | Двигатель       | Двигатель      | Двигатель            |
| Танкер                    | Вместимость м³ (т) | Число      | Тип                               | Давление, кгс/см² | Температура             | Число компрессоров             | Число насосов                  | Скорость загрузки, т/ч         | Тип                                  | Мощность, л. с. | Скорость, км/ч | Топливо              |
| ------------------------- | ------------------ | ---------- | --------------------------------- | ----------------- | ----------------------- | ------------------------------ | ------------------------------ | ------------------------------ | ------------------------------------ | --------------- | -------------- | -------------------- |
| «Кегумс» (Россия)         | 2080 (1125)        | 4          | Сферический                       | 17,5              | Окружающей среды        | 2                              | 2                              | 200                            | Двухтактный цилиндровый              | 2400            | 24             | Газойль              |
| «Краслава» (Россия)       | 2080 (1125)        | 4          | Сферический                       | 17,5              | Окружающей среды        | 2                              | 2                              | 200                            | Двухтактный цилиндровый              | 3400            | 24             | Дизельное            |
| «Размус Толструм» (Дания) | 1042 (520)         | 5          | Вертикальный (2) Сферический (3)  | 17,5              | Окружающей среды        | 2                              | 2                              | 45                             | Четырёхтактный восьмицилиндровый     | 1000            | 19             | Газойль              |
| «Медгаз» (Греция)         | 800 (400)          | 14         | Вертикальный                      | 17,45             | Окружающей среды        |                                |                                |                                | Два двухтактных каждый по 4 цилиндра |                 | 13             | Газойль              |
| «Тоо Со Мару» (Япония)    | 13 355             |            | Изотермический                    | 0,05              | Соответственно давлению |                                |                                |                                | Турбоэлектрический                   | 6000            |                | Сжиженный газ, нефть |
| «Кеп Мартин» (Франция)    | 13 196 (6900)      | 9          | Горизонтальный полуизотермический | 5                 | Соответственно давлению | 3                              |                                | 420                            | Двухтактный пятицилиндровый          | 4650            | 27             | Нефть                |
| «Фростон» (Норвегия)      | 4100 (2215)        | 6          | Горизонтальный полуизотермический | 5                 | Соответственно давлению | 3                              | 4                              | 250                            | Двухтактный шестицилиндровый         | 3450            | 25             | Дизельное            |
| «Джуле» (Англия)          | 2456 (1325)        | 6          | Горизонтальный полуизотермический | 8                 | Соответственно давлению | 2                              | 3                              | 100                            | Четырёхтактный, десятицилиндровый    | 2670            | 26             | Дизельное            |
| «Ессо Флайм» (Финляндия)  | 1050 (500)         | 3          | Горизонтальный полуизотермический | 5                 | −1…+10 °C               | 3                              | 2                              | 85                             | Дизель                               | 1200            | 24             | Дизельное            |
| «Ньютон» (Испания)        | 2180 (1170)        | 8          | Горизонтальный полуизотермический | 7,5               | Соответственно давлению | 3                              | 2                              | 105                            | Четырёхтактный, восьмицилиндровый    | 1500            | 24             | Газойль              |
| «Агипгаз Кворта» (Италия) | 1850 (100)         | 18         | Вертикальный                      | 17,5              | Окружающей среды        | 2                              | 2                              | 40                             | Четырёхтактный, восьмицилиндровый    |                 | 21             | Газойль              |
| «Широяма Мару» (Япония)   | 46100              | 4          | Изотермический                    | 0,05              | Соответственно давлению |                                |                                |                                | Двухтактный, восьмицилиндровый       | 1200            | 26             | Сжиженный газ, нефть |
| «Жюль Верн» (Франция)     | 25 500 (12060)     | 7          | Цилиндрический, изотермический    | 0,01              | −162 °C                 | 14                             |                                | 3300                           | 2 паровые турбины                    | 11500           | 29             | Нефть                |
| «Тетан Принцесс» (Англия) | 27400(12070)       | 9          | Прямоугольный, изотермический     | 0,01              | −162 °C                 | 9                              |                                | 900                            | 2 паровые турбины                    | 11500           | 29             | Нефть                |

## Хранение
Для хранения сжиженных углеводородных газов широко используются стальные резервуары цилиндрической и сферической форм. Сферические резервуары по сравнению с цилиндрическими имеют более совершенную геометрическую форму и требуют меньшего расхода металла на единицу объёма ёмкости за счёт уменьшения толщины стенки, благодаря равномерному распределению напряжений в сварных швах и по контуру всей оболочки.
| Показатель                                 | Показатель                                 | Показатель                                 | Показатель                                 | Показатель                                 | Показатель                                 | Показатель                                 | Условная вместимость, м³ | Условная вместимость, м³ | Условная вместимость, м³ | Условная вместимость, м³ | Условная вместимость, м³ | Условная вместимость, м³ | Условная вместимость, м³ |
| Показатель                                 | Показатель                                 | Показатель                                 | Показатель                                 | Показатель                                 | Показатель                                 | Показатель                                 | 25                       | 50                       | 100                      | 160                      | 175                      | 200                      |                          |
| ------------------------------------------ | ------------------------------------------ | ------------------------------------------ | ------------------------------------------ | ------------------------------------------ | ------------------------------------------ | ------------------------------------------ | ------------------------ | ------------------------ | ------------------------ | ------------------------ | ------------------------ | ------------------------ | ------------------------ |
| Вместимость, м³                            | действительная                             | действительная                             | действительная                             | действительная                             | действительная                             | действительная                             | 27,8                     | 49,8 / 49,8              | 93,3 / 93,9              | 152,4 / 154,3            | 175                      | 192,6 / 192,6            |                          |
| Вместимость, м³                            | полезная                                   | полезная                                   | полезная                                   | полезная                                   | полезная                                   | полезная                                   | 23,2                     | 41,6 / 44,8              | 77,8 / 83,4              | 128,9 / 139,2            | 146                      | 160,6 / 173,5            |                          |
| Внутренний диаметр, м.                     | Внутренний диаметр, м.                     | Внутренний диаметр, м.                     | Внутренний диаметр, м.                     | Внутренний диаметр, м.                     | Внутренний диаметр, м.                     | Внутренний диаметр, м.                     | 2,0                      | 2,4 /2,4                 | 3,0 / 3,0                | 3,2 /3,2                 | 3,0                      | 3,4 / 3,4                |                          |
| Общая длина, м.                            | Общая длина, м.                            | Общая длина, м.                            | Общая длина, м.                            | Общая длина, м.                            | Общая длина, м.                            | Общая длина, м.                            | 9,1                      | 11,3 / 11,3              | 13,6 / 13,6              | 19,7 / 19,7              | 25,5                     | 21,8 / 21,8              |                          |
| Длина цилиндрической части, м.             | Длина цилиндрической части, м.             | Длина цилиндрической части, м.             | Длина цилиндрической части, м.             | Длина цилиндрической части, м.             | Длина цилиндрической части, м.             | Длина цилиндрической части, м.             | 8,00 / 8,00              | 10,0 / 10,0              | 12,0 / 12,0              | 18,0 / 18,0              | 23,8 / 23,8              | 20,0 / 20,0              |                          |
| Расстояние между опорами, м.               | Расстояние между опорами, м.               | Расстояние между опорами, м.               | Расстояние между опорами, м.               | Расстояние между опорами, м.               | Расстояние между опорами, м.               | Расстояние между опорами, м.               | 5,5                      | 6,6 / 6,6                | 8,0 / 8,0                | 11,5 / 11,5              | 15,1                     | 12,8 / 12,8              |                          |
| Наибольшее рабочее давление, кгс/см².      | Наибольшее рабочее давление, кгс/см².      | Наибольшее рабочее давление, кгс/см².      | Наибольшее рабочее давление, кгс/см².      | Наибольшее рабочее давление, кгс/см².      | Наибольшее рабочее давление, кгс/см².      | Наибольшее рабочее давление, кгс/см².      | 18                       | 18 / 7                   | 18 / 7                   | 18 / 7                   | 16                       | 18 / 7                   |                          |
| Толщина стенок, мм.                        | Ст.3 (спокойная)                           | корпус                                     | корпус                                     | корпус                                     | корпус                                     | корпус                                     | 24                       | 28 / 14                  | 34 / 16                  | 36 / 18                  | 22                       | 38 / 18                  |                          |
| Толщина стенок, мм.                        | Ст.3 (спокойная)                           | днище                                      | днище                                      | днище                                      | днище                                      | днище                                      | 24                       | 28 / 16                  | 34 / 16                  | 36 / 18                  | 28                       | 38 / 18                  |                          |
| Толщина стенок, мм.                        | Ст.3 Н                                     | корпус                                     | корпус                                     | корпус                                     | корпус                                     | корпус                                     | 20                       | 24 / 15                  | 28 / 14                  | 30 / 14                  |                          | 32 / 16                  |                          |
| Толщина стенок, мм.                        | Ст.3 Н                                     | днище                                      | днище                                      | днище                                      | днище                                      | днище                                      | 20                       | 24 / 12                  | 28 / 16                  | 30 / 20                  |                          | 32 / 20                  |                          |
| Расстояние между штуцерами, м.             | Расстояние между штуцерами, м.             | Расстояние между штуцерами, м.             | Расстояние между штуцерами, м.             | Расстояние между штуцерами, м.             | Расстояние между штуцерами, м.             | Расстояние между штуцерами, м.             | 1,1                      | 1,4 / 1,4                | 1,1 / 1,1                | 1,4 / 1,4                | 0,9                      | 1,1 / 1,1                |                          |
| Расстояние между штуцером и люком, м.      | Расстояние между штуцером и люком, м.      | Расстояние между штуцером и люком, м.      | Расстояние между штуцером и люком, м.      | Расстояние между штуцером и люком, м.      | Расстояние между штуцером и люком, м.      | Расстояние между штуцером и люком, м.      | 1,4                      | 1,4 / 1,4                | 1,4 / 1,4                | 1,7 / 1,7                | 3,15                     | 1,4 / 1,4                |                          |
| Общая масса, т.                            | Ст.3 (спокойная)                           | Ст.3 (спокойная)                           | Ст.3 (спокойная)                           | Ст.3 (спокойная)                           | Ст.3 (спокойная)                           | Ст.3 (спокойная)                           | 11,7                     | 20,2 / 10,4              | 37,2 / 19,1              | 60,1 / 31,9              | 44,6                     | 73,9 / 55,8              |                          |
| Общая масса, т.                            | Ст.3 Н                                     | Ст.3 Н                                     | Ст.3 Н                                     | Ст.3 Н                                     | Ст.3 Н                                     | Ст.3 Н                                     | 9,7                      | 17,4 / 9,2               | 30,5 / 16,8              | 50,4 / 25,5              |                          | 62,7 / 32,4              |                          |
| Удельный расход металла (ст.3) на 1 м³, т. | Удельный расход металла (ст.3) на 1 м³, т. | Удельный расход металла (ст.3) на 1 м³, т. | Удельный расход металла (ст.3) на 1 м³, т. | Удельный расход металла (ст.3) на 1 м³, т. | Удельный расход металла (ст.3) на 1 м³, т. | Удельный расход металла (ст.3) на 1 м³, т. | 0,420                    | 0,405 / 0,209            | 0,399 / 0,205            | 0,399 / 0,200            | 0,255                    | 0,384 / 0,168            |                          |

| Номинальная вместимость, м³ | Внутренний диаметр, м | Внутреннее давление, 105 Па | Марка стали | Толщина стенки, мм | Масса одного резервуара, т | Число стоек | Относительная сметная стоимость, руб. на 1 кгс/см² |
| --------------------------- | --------------------- | --------------------------- | ----------- | ------------------ | -------------------------- | ----------- | -------------------------------------------------- |
| 300                         | 9                     | 2,5                         | 09Г2С (М)   | 12                 | 24                         | 6           | 1400                                               |
| 600                         | 10,6                  | 2,5                         | 09Г2С (М)   | 12                 | 33,3                       | 8           | 1200                                               |
| 600                         | 10,5                  | 6                           | 09Г2С (М)   | 16                 | 43,3                       | 8           | 700                                                |
| 600                         | 10,5                  | 10                          | 09Г2С (М)   | 22                 | 60                         | 8 — 9       | 550                                                |
| 600                         | 10,5                  | 10                          | 09Г2С (М)   | 34                 | 94,6                       | 8           | 500                                                |
| 600                         | 10,5                  | 18                          | 12Г2СМФ     | 25                 | 69,5                       | 8           | 440                                                |
| 900                         | 12                    | 18                          | 09Г2С(М)    | 38                 | 140                        | 8           | 480                                                |
| 900                         | 12                    | 18                          | 12Г2СМФ     | 28                 | 101,5                      | 8           | 420                                                |
| 2000                        | 16                    | 2,5                         | 09Г2С (М)   | 16                 | 101,2                      | 12          | 1070                                               |
| 2000                        | 16                    | 6                           | 09Г2С (М)   | 22                 | 143                        | 10          | 650                                                |
| 4000                        | 20                    | 2,5                         | 09Г2С (М)   | 20                 | 218                        | 16          | 1100                                               |
| 4000                        | 20                    | 6                           | 09Г2С (М)   | 28                 | 305                        | 14          | 650                                                |

На крупных предприятиях все чаще используется способ хранения сжиженных углеводородных газов при атмосферном давлении и низкой температуре. Применение этого способа достигается путём искусственного охлаждения, что приводит к снижению упругости паров сжиженных углеводородных газов. При температуре −42 °C сжиженный пропан может храниться при атмосферном давлении, в результате чего уменьшается расчетное давление при определении толщины стенок резервуаров. Достаточно, чтобы стенки выдержали только гидростатическое давление хранимого продукта. Это позволяет сократить расход металла в 8-15 раз в зависимости от хранимого продукта и объёма резервуара. Замена парка стальных резервуаров высокого давления для пропана объёмом 0,5 млн м3 низкотемпературными резервуарами такого же объёма обеспечивает экономию средств в капиталовложения в размере 90 млн долларов США и металла 146 тыс. тонн., эксплуатационные расходы при этом снижаются на 30-35 %.
На практике, в низкотемпературных резервуарах газ хранится под небольшим избыточным давлением 200—500 мм вод. ст. в теплоизолированном резервуаре, выполняющем в холодильном цикле функцию испарителя охлаждающего агента. Испаряющийся в результате притока тепла извне, газ поступает на приём компрессорного блока, где сжимается до 5-10 кгс/см². Затем газ подается в холодильник-конденсатор, где конденсируется при неизменном давлении (в качестве хладагента в данном случае чаще всего используется оборотная вода). Сконденсировавшаяся жидкость дросселируется до давления, соответствующего режиму хранения при этом температура образовавшейся газо-жидкостной смеси опускается ниже температуры кипения находящихся на хранении сжиженных углеводородных газов. Охлаждённый продукт подается в резервуар, охлаждая сжиженные углеводородные газы.
Наземные низкотемпературные резервуары сооружаются различной геометрической формы(цилиндрические, сферические) и обычно с двойными стенками, пространство между которыми заполнено теплоизолирующим материалом. Наибольшее распространение получили вертикальные цилиндрические резервуары объёмом от 10 до 200 тыс. м³., выполненные из металла и железобетона.

## Применение

### Топливо

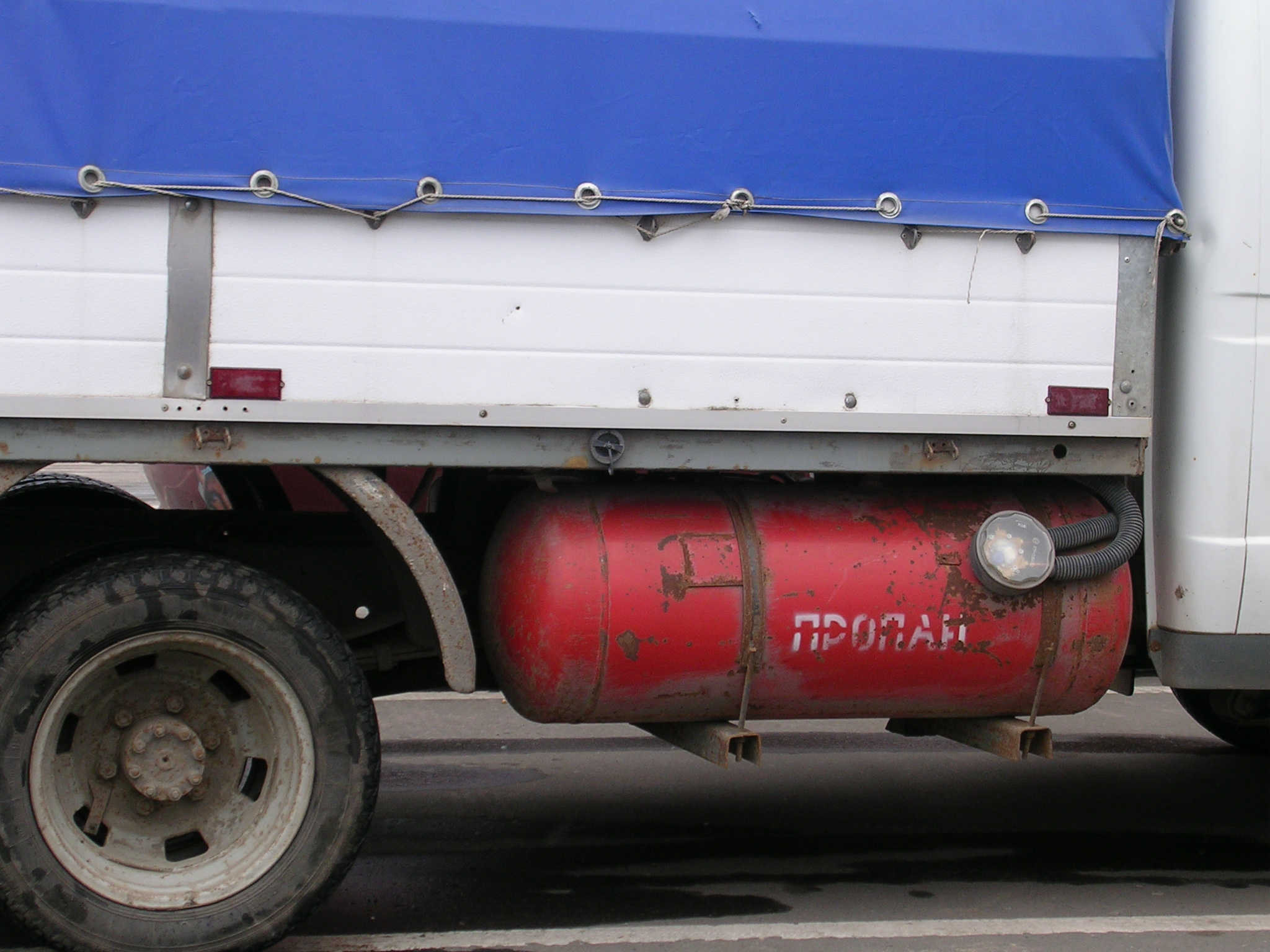
Баллон для сжиженных углеводородных газов на газифицированной «Газели»

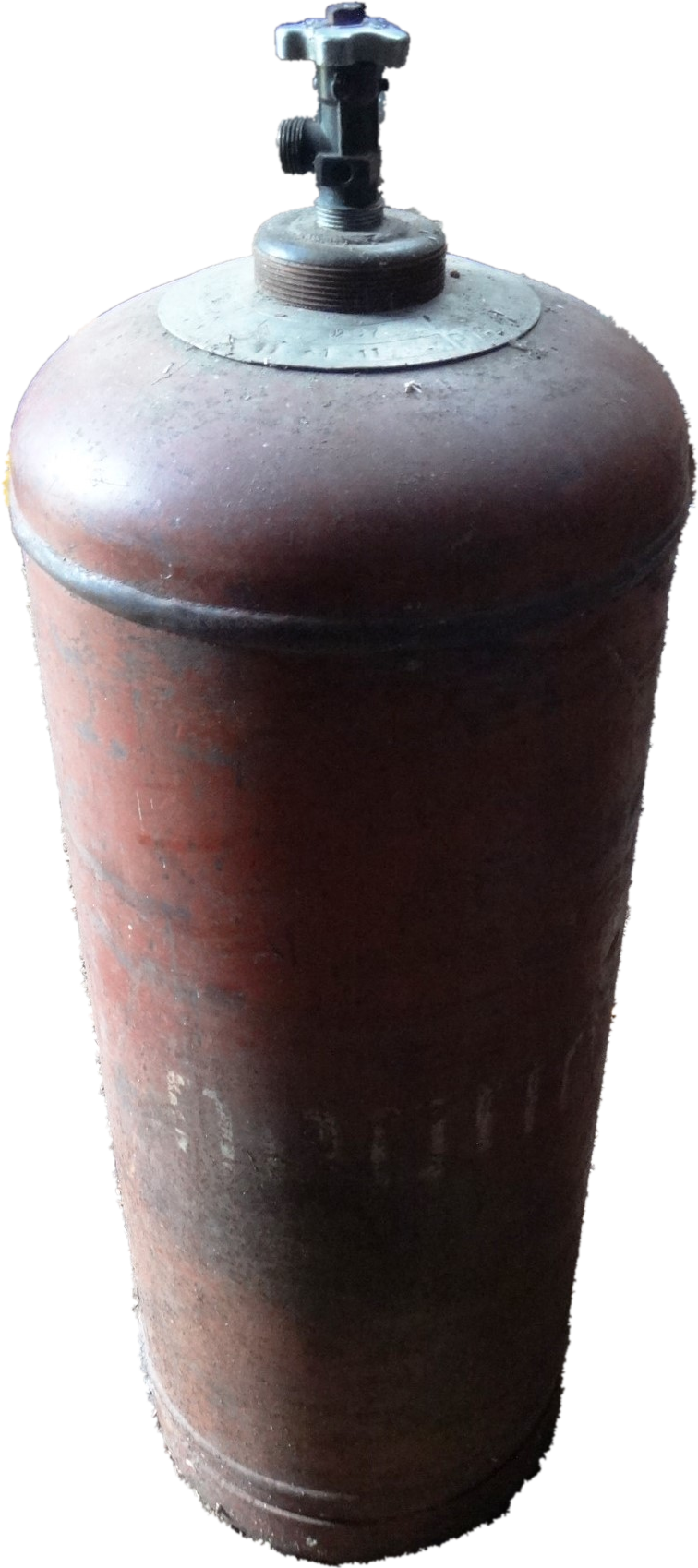
Классический стальной газовый баллон на 50 литров

Наиболее распространённым является использование СУГ в качестве топлива в двигателях внутреннего сгорания. Обычно для этого используется смесь пропан-бутан. В некоторых странах СУГ использовались с 1940 года как альтернативное топливо для двигателей с искровым зажиганием. СУГ являются третьим наиболее широко используемым моторным топливом в мире. В 2008 году более 13 млн автомобилей по всему миру работали на пропане. Более 20 млн тонн СУГ используются ежегодно в качестве моторного топлива.
СУГ могут не только заменить традиционное жидкое топливо, но и при незначительной реконструкции двигателей (увеличение степени сжатия) способны значительно повысить их номинальную мощность. Можно выделить следующие основные преимущества СУГ:
- Максимально полное сгорание, а следовательно снижается количество вредных выбросов, что особенно важно в случае двигателей внутреннего сгорания в крупных городах, где вопросы экологии имеют первостепенное значение;
- Снижение нагарообразования на поверхности поршней цилиндров, камеры сгорания и свечей двигателей;
- Отсутствие конденсации топлива в цилиндрах двигателя (пары сжиженных газов перегреты), при этом не происходит смыва масляной плёнки с поверхности поршней и цилиндров, что значительно увеличивает срок службы двигателя;
- Высокие антидетонационные свойства СУГ по сравнению с бензином, что повышает мощность двигателя и снижает удельный расход топлива.

| Марка автомобиля | Расход топлива | Расход топлива | Пробег на 1 заправке, км. | Пробег на 1 заправке, км. | при установке ГБО    | при установке ГБО       | Выбросы СО, % | Выбросы СО, % |
| Марка автомобиля | Бензин         | Газ            | Бензин                    | Газ                       | Увеличение массы, кг | Уменьшение багажника, % | Бензин        | Газ           |
| ---------------- | -------------- | -------------- | ------------------------- | ------------------------- | -------------------- | ----------------------- | ------------- | ------------- |
| ВАЗ-2106-10      | 9              | 10,3           | 440                       | 390                       | 40                   | 20                      | 0,3           | 0,1           |
| Газ-31029        | 13             | 14,95          | 460                       | 400                       | 60                   | 10                      | 0,3           | 0,2           |
| Москвич-412      | 10             | 11,5           | 400                       | 350                       | 40                   | 15                      | 0,3           | 0,1           |
| ГАЗ-33022        | 16,5           | 19             | 380                       | 420                       | 70                   |                         | 0,4           | 0,2           |
| ГАЗ-53           | 25             | 29             | 520                       | 450                       | 90                   |                         | 1,0           | 0,4           |
| ЗИЛ-130          | 41             | 47             | 490                       | 425                       | 120                  |                         | 1,0           | 0,4           |

Использование СУГ в качестве топлива в промышленных и коммунально-бытовых нагревательных аппаратах позволяет осуществлять регулирование процесса горения в широком диапазоне, а возможность хранения СУГ в резервуарах делает его более предпочтительным по сравнению с природным газом в случае использования СУГ на автономных узлах теплоснабжения.

### Продукты для органического синтеза
Основное направление химической переработки СУГ — это термические и термокаталитические превращения. В первую очередь здесь подразумеваются процессы пиролиза и дегидрирования, приводящие к образованию ненасыщенных углеводородов — ацетилена, олефинов, диенов, которые широко применяются для производства высокомолекулярных соединений и кислородсодержащих продуктов. Это направление включает в себя также процесс производства сажи термическим разложением в газовой фазе, а также процесс производства ароматических углеводородов.
Схема превращений углеводородных газов в конечные продукты представлена в таблице.
| Продукты прямого превращения углеводородных газов | Производное вещество               | Производное вещество                       | Конечный продукт                                          |
| Продукты прямого превращения углеводородных газов | первичное                          | вторичное                                  | Конечный продукт                                          |
| ------------------------------------------------- | ---------------------------------- | ------------------------------------------ | --------------------------------------------------------- |
| Этилен                                            | Полиэтилен                         |                                            | Полиэтиленовые пластмассы                                 |
| Этилен                                            | Окись этилена                      |                                            | Поверхностно-активные вещества                            |
| Этилен                                            |                                    | Этиленгликоль                              | Полиэфирное волокно, антифриз и смолы                     |
| Этилен                                            |                                    | Этаноламины                                | Промышленные растворители, моющие вещества, мыло          |
| Этилен                                            | Хлорвинил                          | Хлорполивинил                              | Пластиковые трубы, плёнки                                 |
| Этилен                                            | Этанол                             | Этиловый эфир, уксусная кислота            | Растворители, химические преобразователи                  |
| Этилен                                            | Ацетальдегид                       | Уксусный ангидрид                          | Ацетатная целлюлоза, аспирин                              |
| Этилен                                            | Нормальный бутан                   |                                            |                                                           |
| Этилен                                            | Винилцетат                         | Поливиниловый спирт                        | Пластификаторы                                            |
| Этилен                                            |                                    | Поливинилацетат                            | Пластиковые плёнки                                        |
| Этилен                                            | Этилбензол                         | Стирол                                     | Полистироловые пластмассы                                 |
| Этилен                                            | Акриловая кислота                  |                                            | Волокна, пластмассы                                       |
| Этилен                                            | Пропиональдегид                    | Пропанол                                   | Гербициды                                                 |
| Этилен                                            |                                    | Пропионовая кислота                        | Консервирующие средства для зерна                         |
| Пропилен                                          | Акрилонитрил                       | Адипонитрил                                | Волокна (нейлон-66)                                       |
| Пропилен                                          | Полипропилен                       |                                            | Пластичные плёнки, волокна                                |
| Пропилен                                          | Окись пропилена                    | Пропиленкарбонат                           | Полиуретановые пены                                       |
| Пропилен                                          |                                    | Полипропиленгликоль                        | Специальные растворители                                  |
| Пропилен                                          |                                    | Аллиловый спирт                            | Полиэфирные смолы                                         |
| Пропилен                                          | Изопропанол                        | Изопропилацетат                            | Растворители типографических красок                       |
| Пропилен                                          |                                    | Ацетон                                     | Растворитель                                              |
| Пропилен                                          | Изопропилбензол                    | Фенол                                      | Фенольные смолы                                           |
| Пропилен                                          | Акролеин                           | Акрилаты                                   | Латексные покрытия                                        |
| Пропилен                                          | Аллилхлориды                       | Глицероль                                  | Смазочные вещества                                        |
| Пропилен                                          | Нормальные и изомолярные альдегиды | Нормальный бутанол                         | Растворитель                                              |
| Пропилен                                          |                                    | Изобутанол                                 | Амидные смолы                                             |
| Пропилен                                          | Изопропилбензол                    |                                            |                                                           |
| Нормальные бутены                                 | Полибутены                         |                                            | Смолы                                                     |
| Нормальные бутены                                 | Вторичный бутиловый спирт          | Метилэтиловый кетон                        | Промышленные растворители, покрытия, связывающие вещества |
| Нормальные бутены                                 |                                    | Депарафинизирующие добавки к нефти         |                                                           |
| Изобутилен                                        |                                    | Изобутиленметиловый бутадиеновый сополимер |                                                           |
| Изобутилен                                        | Бутиловая смола                    |                                            | Пластмассовые трубы, герметики                            |
| Изобутилен                                        | Третичный бутиловый спирт          |                                            | Растворители, смолы                                       |
| Изобутилен                                        | Метилбутиловый третичный эфир      |                                            | Повыситель октанового числа бензина                       |
| Изобутилен                                        | Метакролеин                        | Метилметакрилат                            | Чистые пластиковые листы                                  |
| Бутадиен                                          |                                    | Стирилбутадиеновые полимеры                | Буна-каучуковая синтетическая резина                      |
| Бутадиен                                          | Адипонитрил                        | Гексаметилендиамин                         | Нейлон                                                    |
| Бутадиен                                          | Сульфолен                          | Сульфолан                                  | Очиститель промышленного газа                             |
| Бутадиен                                          | Хлоропрен                          |                                            | Синтетическая резина                                      |
| Бензол                                            | Этилбензол                         | Стирол                                     | Полистироловые пластмассы                                 |
| Бензол                                            | Изопропилбензол                    | Фенол                                      | Фенольные смолы                                           |
| Бензол                                            | Нитробензол                        | Анилин                                     | Красители, резина, фотохимикаты                           |
| Бензол                                            | Линейный алкилбензол               |                                            | Разлагающиеся под действием бактерий моющие вещества      |
| Бензол                                            | Малеиновый ангидрид                |                                            | Модификаторы пластмасс                                    |
| Бензол                                            | Циклогексан                        | Капролактам                                | Нейлон-6                                                  |
| Бензол                                            |                                    | Адипиновая кислота                         | Нейлон-66                                                 |
| Толуол                                            | Бензол                             | Этилбензол, стирол                         | Полистироловые пластмассы                                 |
| Толуол                                            |                                    | Изопропилбензол, фенол                     | Фенольные смолы                                           |
| Толуол                                            |                                    | Нитробензол, хлорбензол, анилин, фенол     | Красители, резина, фотохимикаты                           |

Кроме перечисленного СУГ используют в качестве аэрозольного энергоносителя. Аэрозолем является смесь активного компонента (духов, воды, эмульгатора) с пропеллентом. Это коллоидный раствор, в котором тонкодиспергированные (размером 10-15 мкм) жидкие или твердые вещества взвешены в газовой или жидкой, легкоиспаряющейся фазе сжиженного углеводородного газа. Дисперсная фаза — активный компонент, из-за которого и вводят пропеллент в аэрозольные системы, применяющиеся для распыления духов, туалетной воды, полирующих веществ и др.